# Patrouille Captens
La Patrouille Captens è una pattuglia acrobatica civile francese basata ad Annecy nell'Alta Savoia.

## Storia
Fondata nel dicembre 2006 dallo statunitense Adam Shaw e dalla moglie francese Marianne Maire-Shaw, è composta da due soli aerei Mudry CAP 10.

### Componenti
- Adam Shaw, pilota istruttore acrobatico oltre che pilota di alianti, elicotteri, idrovolanti.[2]
- Marianne Maire-Shaw, pilota acrobatica e di alianti. Negli anni ottanta e anni novanta si è aggiudicata 7 titoli nazionali e 17 medaglie nei campionati europei e mondiali con la nazionale francese di volo acrobatico a motore.[2]
- Patrick Paris, ex pilota militare, campione mondiale di volo acrobatico.[2]

### Acrobazie
È una pattuglia acrobatica specializzata in manovre eseguite in ambienti montuosi, in grado di decollare ed atterrare in formazione stretta da aeroporti di montagna.

## Velivoli
- F-BXHE CAP 10b nr. 61
- F-GOUM CAP 10b nr. 122